# ブライアン・サモンズ
ブライアン・トッド・サモンズ（Bryan Todd Sammons、1995年4月27日 - ）は、アメリカ合衆国ノースカロライナ州ウィルミントン出身のプロ野球選手（投手）。左投左打。千葉ロッテマリーンズ所属。

## 経歴

### プロ入りとツインズ傘下時代
2017年のMLBドラフト8巡目（全体226位）でミネソタ・ツインズから指名されプロ入り。
2022年まで傘下のマイナーチームでプレーするもメジャーへの昇格はなく、9月5日に自由契約となった。

### 独立リーグ時代
2023年1月18日にヒューストン・アストロズとマイナー契約を結んだが、シーズン開幕前の3月26日に自由契約となった。その後、4月28日にアトランティックリーグのガストニア・ハニーハンターズと契約した。

### タイガース時代
2023年6月4日にデトロイト・タイガースとマイナー契約を結んだ。この年は傘下のAA級エリー・シーウルブズとAAA級トレド・マッドヘンズの2チーム合計で19試合（先発17試合）に登板して3勝4敗、防御率4.83、95奪三振を記録した。
2024年はAAA級トレドで開幕を迎えた。6月29日にメジャー契約を結んでアクティブ・ロースター入りし、同日のクリーブランド・ガーディアンズ戦に救援登板してメジャーデビュー。この試合で7回1/3を投げ、タイガースでは2002年のアンディ・バンヘッケン以来、メジャーデビューの投手が投げた最長イニングであった。同年は6試合に登板して1勝1敗、防御率3.62、18奪三振を記録した。オフの11月4日に40人枠を外れてマイナー契約となり、同日中に自由契約となった。

### ロッテ時代
2024年12月13日に千葉ロッテマリーンズへの入団が発表された。背番号は42。

## 詳細情報

### 年度別投手成績
| 年 度    | 球 団    | 登 板 | 先 発 | 完 投 | 完 封 | 無 四 球 | 勝 利 | 敗 戦 | セ 丨 ブ | ホ 丨 ル ド | 勝 率 | 打 者 | 投 球 回 | 被 安 打 | 被 本 塁 打 | 与 四 球 | 敬 遠 | 与 死 球 | 奪 三 振 | 暴 投 | ボ 丨 ク | 失 点 | 自 責 点 | 防 御 率 | W H I P |
| -------- | -------- | ----- | ----- | ----- | ----- | -------- | ----- | ----- | -------- | ----------- | ----- | ----- | -------- | -------- | ----------- | -------- | ----- | -------- | -------- | ----- | -------- | ----- | -------- | -------- | ------- |
| 2024     | DET      | 6     | 0     | 0     | 0     | 0        | 1     | 1     | 0        | 0           | .500  | 55    | 27.1     | 16       | 6           | 9        | 0     | 1        | 18       | 0     | 0        | 11    | 11       | 3.62     | 0.92    |
| MLB：1年 | MLB：1年 | 6     | 0     | 0     | 0     | 0        | 1     | 1     | 0        | 0           | .500  | 55    | 27.1     | 16       | 6           | 9        | 0     | 1        | 18       | 0     | 0        | 11    | 11       | 3.62     | 0.92    |

- 2024年度シーズン終了時

### 年度別守備成績
| 年 度 | 球 団 | 投手（P） | 投手（P） | 投手（P） | 投手（P） | 投手（P） | 投手（P） |
| 年 度 | 球 団 | 試 合     | 刺 殺     | 補 殺     | 失 策     | 併 殺     | 守 備 率  |
| ----- | ----- | --------- | --------- | --------- | --------- | --------- | --------- |
| 2024  | DET   | 6         | 0         | 1         | 0         | 0         | 1.000     |
| MLB   | MLB   | 6         | 0         | 1         | 0         | 0         | 1.000     |

- 2024年度シーズン終了時

### 記録

#### 初記録
投手記録
- 初登板・初先発登板：2025年5月7日、対東北楽天ゴールデンイーグルス8回戦（ZOZOマリンスタジアム）、2回1失点[9]
- 初勝利・初先発勝利：2025年5月15日、対東北楽天ゴールデンイーグルス11回戦（東京ドーム）、5回2/3を無失点[10]
- 初奪三振：同上、1回裏に辰己涼介から見逃し三振

### 背番号
- 62（2024年）
- 42（2025年[8] - ）